# Thomas Spring Rice
Thomas Spring Rice, 1. baron Monteagle of Brandon (ur. 8 lutego 1790, zm. 7 lutego 1866) – brytyjski polityk, członek stronnictwa wigów, minister w rządach lorda Greya i lorda Melbourne’a.

## Życiorys
Był synem Stephena Edwarda Rice’a i Catherine Spring. Wykształcenie odebrał w Trinity College na Uniwersytecie Cambridge. Studiował prawo, ale nie rozpoczął praktyki adwokackiej. W 1820 r. został wybrany do Izby Gmin jako reprezentant okręgu Limerick City. Od 1832 r. reprezentował okręg wyborczy Cambridge.
W 1827 r. został podsekretarzem stanu w Ministerstwie Spraw Wewnętrznych i pozostał na tym stanowisku do 1828 r. W latach 1830–1834 był lordem skarbu. Od czerwca do listopada 1834 r. był ministrem wojny i kolonii. Po powrocie wigów do władzy w 1835 r. został kanclerzem skarbu. W 1835 i 1838 r. startował w wyborach na speakera Izby Gmin, ale za każdym razem bez powodzenia. W 1839 r. otrzymał tytuł 1. barona Monteagle of Brandon i zasiadł w Izbie Lordów. Jako par nie mógł już sprawować funkcji kanclerza skarbu i zrezygnował z tego stanowiska.
Lord Monteagle był w latach 1835–1865 kontrolerem Szachownicy. Często toczył spory z ministrami dotyczące zakresu kontroli rządu nad skarbem. Zmarł w 1866 r.
Był dwukrotnie żonaty. Jego pierwszą żoną była Theodosia Perry, córka 1. hrabiego Limerick. Thomas miał z nią pięciu synów i trzy córki. Po śmierci żony w 1839 r. poślubił dwa lata później Marianne Marshall, córkę Johna Marshalla. Najstarszy syn lorda Monteagle, Stephen Edmund Spring Rice, zmarł jeszcze za życia ojca w 1865 r., więc tytuł barona odziedziczył jego wnuk, Thomas. Drugi syn 1. barona, Thomas William, był ojcem Cecila Spring Rice’a, ambasadora w Stanach Zjednoczonych.